# Maryse Condé
Maryse Condé (Pointe-à-Pitre op Guadeloupe, 11 februari 1934 – Apt, 2 april 2024) was een Frans schrijfster, afkomstig uit het Caraïbische Guadeloupe. Condé stond bekend als een sterk pleitbezorgster van het panafrikanisme.

## Leven en werk
Condé werd geboren als jongste in een familie met acht kinderen. Reeds tijdens haar schooltijd werd ze aangetrokken door de literatuur, vooral de Engelse. In 1953 ging ze naar Parijs om vergelijkende literatuurwetenschap te studeren aan de Sorbonne.
Ze studeerde af met een proefschrift over de stereotypering van zwarte mensen in de West-Indische literatuur.
In 1958 huwde Condé een acteur, kreeg vervolgens vier kinderen en werkte in diverse West-Afrikaanse landen als lerares en op spraakinstituten, onder meer in Guinea, Ghana en Senegal. In Mali deed ze inspiratie op voor haar wereldwijde bestseller Segou; de aarden wallen uit 1984, in 1985 gevolgd door Segou; de verkruimelde aarde, waarvoor ze in 1988 de Duitse LiBeraturpreis kreeg. Het Segou-epos beschrijft de geschiedenis van de ondergang van het rijk van de Bambara (volk) in de negentiende eeuw in het huidige Mali en koppelt dit aan de tragedie van de individuele mens.
Vanaf 1980 doceerde Condé op verschillende West-Europese universiteiten (waaronder de Sorbonne) Afrikaanse Literatuur, en van 1985 tot 2004 doceerde ze vervolgens Frans-Afrikaanse literatuur aan de Columbia-universiteit in New York. Met haar tweede man, de vertaler Richard Philcox, woonde ze afwisselend in New York en Guadeloupe. Na haar emeritaat heeft zij zich met haar man gevestigd in Gordes, Provence-Alpes-Côte d'Azur.
In 2018 won Condé na een publiekspeiling de alternatieve Nobelprijs voor Literatuur die dat jaar door interne problemen niet werd uitgereikt.
Condé overleed in de nacht van 1 op 2 april 2024 in een ziekenhuis in Apt. Ze werd 90 jaar oud.